# Michel François Des Bordes
Pour les articles homonymes, voir Bordes.
Michel François Des Bordes, sieur de Charanville est une personnalité française qui a exercé les fonctions de gouverneur de Bourbon au début du XVIIIe siècle : il a été le gouverneur de l'île du sud-ouest de l'océan Indien désormais appelée La Réunion entre le 7 mars 1709 et le 24 mars 1710.

## Biographie
Michel François Des Bordes réussit à réduire le Marronnage. C'est sous sa gouvernance qu'il y a eu le plus de mutilations d'esclaves.